# Lethocerus cordofanus
Espèce
Synonymes
- Amorgius cordofanus[2]
- Belostoma bispinulosum Dufour, 1863[2]
- Belostoma cordofanum[2]
- Belostoma fakir Gistel, 1848[2]
- Belostoma lutescens Dufour, 1863[2]
- Belostoma niloticum Stal, 1854[2]
- Diplonychus cordofanum Mayr, 1853[2]
- Lethocerus fakir Gistel, 1848[2]

Lethocerus cordofanus, communément appelé Bélostome sénégalais ou Bélostome de Rosoor, est une espèce d'insectes hétéroptères, une punaise aquatique géante de la famille des bélostomatidés qui se rencontre en Afrique de l'Ouest.

## Description
Lethocerus cordofanus peut atteindre 80 mm. Elle se sert de ses pattes avant pour attraper ses proies (petits poissons et autres insectes aquatiques) et ainsi les paralyser avec son rostre.